# Cynorta paolilloi
Cynorta paolilloi is een hooiwagen uit de familie Cosmetidae.